# Изнутри (альбом)
Изнутри — шестой студийный альбом российского рок-музыканта Найка Борзова, выпущенный в октябре 2010 года при участии концерна «Союз». Диск стал первой полноценной записью певца после сравнительно долгого перерыва в сольной карьере, длившегося почти на протяжении восьми лет. Альбом вышел в виде компиляции, куда кроме обычного музыкального аудиодиска вошёл также DVD-диск с саморазвивающимся автофильмом «Наблюдатель», снимавшимся Найком как раз во время периода молчания и состоящим из кадров с животными, простых спецэффектов, а также неких творческих опытов и видеороликов из домашнего архива.
Сведение и запись происходили в течение трёх лет, музыканты долго сидели в студии, проводя эксперименты со стилем. В записи принимал участие аранжировщик Владимир Корниенко, ранее сотрудничавший с Земфирой, а саунд-продюсером выступил Владислав Афанасов, помогавший Найку ещё при записи диска 1997 года «Головоломка». Песню «Виктория» Борзов написал ко дню рождения своей дочери, однако спеть её пришлось по телефону, так как праздник застал музыканта в разъездах.
Выходу альбома предшествовал ограниченный подарочный сингл «Радоваться», песня уже в феврале звучала в эфире нескольких станций, в частности, попала в «Хит-парад двух столиц» радио Maximum, где продержалась в течение пятнадцати недель, десять из которых — на первом месте. 23 апреля в московском клубе «Икра» состоялась официальная его презентация, а также прошёл премьерный показ первой части фильма «Наблюдатель». В августе на радиостанциях, телеканалах и в сети интернет стартовала песня «Тени и мерцания», сразу попала в хит-парад Нашего радио и поднялась в нём до третьего места. Клип на песню, режиссёром которого выступил сам Найк Борзов, получил высокую оценку поклонников и критиков.
Сам альбом вышел в октябре и сопровождался концертом в том же самом клубе «Икра». Выступление состояло из двух отделений, в первом были исполнены 13 новых дорожек, во втором звучали старые хиты из прошлых релизов. Обозреватель журнала Rolling Stone охарактеризовал представленные на диске песни «удивительно светлыми и романтическими», отметив по поводу возвышенного романтизма, что «подобная тематика в попсе или поп-роке грешит невыносимой фальшью, а в случае Найка она звучит совершенно органично и естественно».
Сам музыкант описал диск следующим образом: «Мой новый альбом — это история внутреннего перерождения. Где неразумный человек падает с высоты трона хозяина природы на самое дно понимания собственной ничтожности, умирает, но поняв и полюбив себя настоящего, возрождается и уже несёт внутреннюю любовь и свет во внешнюю, окружающую его реальность». Альбом является концептуальным, по словам автора, он описывает историю некого «наблюдателя», существа, пребывающего в разных измерениях и состояниях. «Изнутри — дневник этого существа, которое создаёт какие-то ситуации, участвует в них или следит за развитием уже существующих». Название альбома, по словам музыканта, символизирует внутренний анализ того, что находится снаружи.
Летом 2011 года на песню «Челнапер» был снят мультипликационный клип — режиссёром выступил Павел Егоров, известный по своим видеороликам для Дельфина («Без нас», «Роботы», «Серебро»), Маши Макаровой («Парабеллум», «Снегурочка») и Васи Обломова («Еду в Магадан»).

## Список композиций
1. Начало дня (3:56)
2. Свежая кровь (3:50)
3. Радоваться (3:21)
4. Виктория (3:29)
5. Сновидения (5:14)
6. Полет (4:16)
7. Жемчужина (4:03)
8. Там, где нить оборвалась (4:34)
9. Ветер (4:19)
10. Тени и мерцания (3:53)
11. Подари мне грусть свою (4:06)
12. Челнапер (4:56)
13. На пути к любви (3:43)